# Piotr Stelmach (dziennikarz)
Piotr Antoni Stelmach, popularny jako Stelmi lub Stelka (ur. 23 sierpnia 1971) – polski dziennikarz muzyczny i współzałożyciel Radia 357. Długoletni redaktor Programu Trzeciego Polskiego Radia.

## Życiorys
Debiutował w 1993 roku jako prezenter w łódzkim radiu Rock Parada (późniejsze Radio Parada). Następnie od 1994 był prezenterem łódzkiego radia Classic FM (późniejsze Radio Pogoda).
W radiowej Trójce pracował od 1997.. Prowadził liczne audycje związane z muzyką alternatywną i offową. Jedna z popularniejszych to Offensywa, do której zostały wydane płyty: Offensywa, Offensywa 2, Offensywa 3. Prowadził również autorską audycję Pastelowy Świat Rocka (utrzymaną, przynajmniej do pewnego czasu, w klimacie zespołów takich jak Depeche Mode, czy The Cure), a także, na zmianę z Tomaszem Żądą, 3maj z nami (do której wydano również serię albumów muzycznych sygnowanych nazwiskiem Stelmacha).
Pozostałe audycje prowadzone przez Piotra Stelmacha to m.in.: Myśliwiecka 3/5/7, Polski Top Wszech Czasów, Akademia rozrywki, Muzyczna poczta UKF oraz Program alternatywny. W latach 1999–2015, jako druh zastępowy poprowadził 11 wydań Listy Przebojów Programu Trzeciego. W roku 2000 był jednym z prowadzących audycję Pół perfekcyjnej płyty.
Był współorganizatorem festiwalu Off Festival oraz serii koncertów Męskie Granie. Juror szczecińskiego Festiwalu Młodych Talentów Gramy.
Był jednym z pierwszych dziennikarzy w Polsce prezentujących muzykę brytyjskiej grupy Placebo, przyczyniając się do jej popularności wśród słuchaczy Programu Trzeciego Polskiego Radia. W ramach audycji 3maj z nami prowadzony był specjalny kącik poświęcony temu zespołowi, tzw. Pure Mornings Fan Club (Klub miłośników czystych poranków). Propagator polskiego zespołu Myslovitz.
Publikował w takich czasopismach muzycznych jak „XL”, „Machina”, „Muza” oraz w „Dzienniku”. Pisuje dla MegaZinu w portalu MegaTotal.pl.
W czerwcu 2018 nakładem wydawnictwa Wydawnictwo Literackie ukazała się jego pierwsza książka nosząca tytuł Lżejszy od fotografii. O Grzegorzu Ciechowskim.
20 maja 2020 odszedł z Programu Trzeciego Polskiego Radia w proteście przeciwko ingerencji dyrekcji Programu w 1998. wydanie Listy Przebojów Trójki. Jeden z założycieli i dziennikarz powstałego w 2020 Radia 357.